# Paspalum guenoarum
Paspalum guenoarum là một loài thực vật có hoa trong họ Hòa thảo. Loài này được Arechav. mô tả khoa học đầu tiên năm 1894.